# 1000-km-Rennen von Okayama 2006

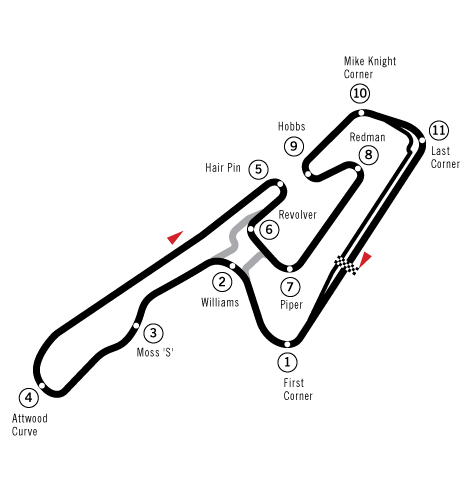
Streckengrafik des Okayama International Circuit

Das 1000-km-Rennen von Okayama 2006 fand am 22. Oktober auf dem Okayama International Circuit statt und war der dritte und letzte Wertungslauf der Japan Le Mans Challenge dieses Jahres.

## Das Rennen
Mit 20 gemeldeten Fahrzeugen traten beim letzten Rennen der Japan Le Mans Challenge so viele Teams wie in keinem anderen der Saison 2006 an. Nach dem Start führte Hiroki Katō im Zytek 04S vor Seiji Ara im Courage LC70. Die beiden überrundeten den drittplatzierten JLOC Lamborghini nach gut 15 Minuten Renndauer. Nach einem Boxenstopp des Zytek, bei dem an der Kühlung des Prototyps gearbeitet wurde, übernahm der Courage die Führung.
Am Ende gewannen Seiji Ara und Haruki Kurosawa mit großem Vorsprung auf  Yuuya Sakamoto, Yoshihisa Namekata und Tomonobu Fujii im Dallara GC21 von Team MYZ. Den dritten Platz behielt der Lamborghini von Kōji Yamanishi, Yasutaka Hinoi und Hisashi Wada. Bestplatziertes Fahrzeug in der GT2-Klasse wurde der Porsche 964, gefahren von Yutaka Matsushima, Takeshi Inui und Hitoshi Kakiuchi.

## Ergebnisse

### Schlussklassement
| Pos.            | Klasse | Nr. | Team                 | Fahrer                                               | Fahrzeug                    | Runden |
| --------------- | ------ | --- | -------------------- | ---------------------------------------------------- | --------------------------- | ------ |
| 1               | LMP1   | 16  | Team Mugen           | Seiji Ara Haruki Kurosawa                            | Courage LC70                | 243    |
| 2               | LMP2   | 4   | MYZ                  | Yuuya Sakamoto Yoshihisa Namekata Tomonobu Fujii     | Dallara GC21                | 226    |
| 3               | GT1    | 88  | JLOC                 | Kōji Yamanishi Yasutaka Hinoi Hisashi Wada           | Lamborghini Murciélago R-GT | 222    |
| 4               | LMP1   | 21  | Hitotsuyama Racing   | Hideki Noda Hiroki Katō                              | Zytek 04S                   | 220    |
| 5               | GT1    | 9   | Team Leyjun          | Masaki Tanaka Osamu Nakajima Hiroya Iijima           | Mosler MT900 R              | 217    |
| 6               | LMP1   | 111 | Jidosha Koubou Myst  | Yasumasa Wakahara Kouta Sasaki Tatsuya Hashimoto     | Oscar SK93                  | 217    |
| 7               | GT1    | 20  | Hitotsuyama Racing   | Tatsuya Kataoka Naoki Hattori Eiichi Tajima          | Ferrari 550 Maranello       | 206    |
| 8               | GT2    | 930 | Sunburst Rush        | Yutaka Matsushima Takeshi Inui Hitoshi Kakiuchi      | Porsche 964                 | 195    |
| 9               | LMP1   | 66  | Jidosha Koubou Myst  | Takahiko Shimazawa Hiroshi Oota Kazuya Murase        | Oscar SK93                  | 192    |
| 10              | GT2    | 27  | Team Kawamura        | Koji Aoyama Shinichi Takagi Morio Nitta              | Porsche 996 GT3-RSR         | 191    |
| 11              | LMP2   | 66  | Jidosha Koubou Myst  | Tomokuni Waki Masayoshi Furuya Hisashi Tsukahara     | Oscar SK5.2                 | 190    |
| 12              | GT2    | 77  | Proto Works          | Dragon Kumita Motoyoshi Yoshida Yoshiaki Nakayama    | Porsche 996 GT3-RS          | 185    |
| 13              | LMP1   | 65  | Jidosha Koubou Myst  | Toshiya Itou Tomoyuki Kawasaki Tatsuya Mizutani      | Oscar SK5.2                 | 171    |
| Nicht Klassiert |        |     |                      |                                                      |                             |        |
| 14              | GT2    | 7   | Proto Works          | Naoko Hagiwara Sakiko Tsuji                          | Mazda RX-7                  | 166    |
| 15              | LMP2   | 37  | Cosmos Racing        | Naoto Chikada Youichirou Suzuki                      | Oscar SK5.2                 | 164    |
| 16              | LMP2   | 15  | Jidousya Koubou Myst | Ryouhei Sakaguchi Masayuki Ueda Motoaki Ishikawa     | Oscar KK-LM                 | 156    |
| Ausgefallen     |        |     |                      |                                                      |                             |        |
| 17              | GT2    | 8   | Team Nrf             | Jun Nakamura Ryuuichirou Ootsuka Fumihiko Nishida    | Mazda RX-8                  | 149    |
| 18              | GT2    | 5   | Team Takamizawa      | Kazuyoshi Takamizawa Akasameoyaji Tomohiko Sunako    | Porsche 996 GT3-RS          | 99     |
| 19              | LMP2   | 18  | AIM Sports           | Shinsuke Yamazaki Yuuji Aso Masaru Tomizawa          | Dallara GC21                | 87     |
| 20              | LMP2   | 3   | MYZ                  | Masayuki Yamamoto Syougo Suhou Jun'ichirou Yamashita | Dallara GC21                | 56     |

### Nur in der Meldeliste
Zu diesem Rennen sind keine weiteren Meldungen bekannt.

### Klassensieger
| Klasse | Fahrer            | Fahrer             | Fahrer           | Fahrzeug                    | Platzierung im Gesamtklassement |
| ------ | ----------------- | ------------------ | ---------------- | --------------------------- | ------------------------------- |
| LMP1   | Seiji Ara         | Haruki Kurosawa    |                  | Courage LC70                | Gesamtsieg                      |
| LMP2   | Yuuya Sakamoto    | Yoshihisa Namekata | Tomonobu Fujii   | Dallara GC21                | Rang 2                          |
| GT1    | Kōji Yamanishi    | Yasutaka Hinoi     | Hisashi Wada     | Lamborghini Murciélago R-GT | Rang 3                          |
| GT2    | Yutaka Matsushima | Takeshi Inui       | Hitoshi Kakiuchi | Porsche 964                 | Rang 8                          |

### Renndaten
- Gemeldet: 20
- Gestartet: 20
- Gewertet: 13
- Rennklassen: 4
- Zuschauer: 4800
- Wetter am Renntag: bewölkt aber trocken
- Streckenlänge: 3,703 km
- Fahrzeit des Siegerteams: 6:01:19,202 Stunden
- Gesamtrunden des Siegerteams: 243
- Gesamtdistanz des Siegerteams: 899,829 km
- Siegerschnitt: 149,424 km/h
- Pole Position: Hideki Noda/Hiroki Katō – Zytek 04S (#21) – 1:20,251
- Schnellste Rennrunde: Hiroki Katō – Zytek 04S (#21) – 1:21,298
- Rennserie: 3. Lauf zur Japan Le Mans Challenge 2006